# 2002 en handball
| Années du handball : 1999 - 2000 - 2001 - 2002 - 2003 - 2004 - 2005    |
| Décennies du handball : 1970 - 1980 - 1990 - 2000 - 2010 - 2020 - 2030 |

Cet article présente les faits marquants de l'année 2002 en handball.

## Par mois
- 3 février : la Suède remporte à domicile son troisième titre européen consécutif en battant en finale du Championnat d'Europe, l'Allemagne 33-31 après prolongation.
- 20 avril : Bagarre lors de la finale aller de la Coupe des coupes entre les joueurs du BM Cuidad Real et ceux du SG Flensburg-Handewitt[1].
- 27 avril : SC Magdebourg (Allemagne) remporte la Ligue des champions face au Veszprém KSE (Hongrie).
- 16 mai : à la suite des altercations lors de la finale aller de la Coupe des coupes le 20 avril, l'EHF inflige une amende de 5400 euros au BM Cuidad Real, tandis que Veselin Vujović et Rolando Urios (entraineur et joueur de Ciudad Real) ainsi que Christian Berge (joueur de Flensbourg) ont été punis d'une suspension pour respectivement 2 ans, 11 et 9 mois.
- 19 mai : Kometal GP Skopje (Macédoine) gagne la Ligue des champions face au Ferencváros TC Budapest (Hongrie).
- 15 décembre : le Danemark et la Norvège se défient une troisième fois en finale de la sixième édition du Championnat d'Europe. Tandis que le titre tombe dans l'escarcelle danoise (25-22), la France a remporté un peu plus tôt sa première médaille européenne, le bronze, face à la Russie (27-22).

## Par compétitions

### Championnat d'Europe masculin
La 5e édition du Championnat d'Europe masculin a eu lieu au Suède du 25 janvier au 3 février 2002.
| \| \| Suède \| \| \| Médaille d'or, Europe \| \| Allemagne \| \| \| Médaille d'argent, Europe \| Danemark \| \| Médaille d'argent, Europe \| Médaille de bronze, Europe \| | Statistique et récompenses - Meilleur joueur : Magnus Wislander, Suède - Meilleur buteur : Ólafur Stefánsson, Islande, 58 buts - Gardien de but : Peter Gentzel, Suède - Ailier gauche : Lars Christiansen, Danemark - Arrière gauche : Stefan Lövgren, Suède - Demi-centre : Daniel Stephan, Allemagne - Pivot : Magnus Wislander, Suède - Arrière droit : Ólafur Stefánsson, Islande - Ailier droit : Denis Krivochlikov, Russie |
| | Suède |
| | Médaille d'or, Europe |
| Allemagne | |
| Médaille d'argent, Europe | Danemark |
| Médaille d'argent, Europe | Médaille de bronze, Europe |

### Championnat d'Europe féminin
La 5e édition du Championnat d'Europe féminin a eu lieu au Danemark du 6 au 15 décembre 2002.
| \| \| Danemark \| \| \| Médaille d'or, Europe \| \| Norvège \| \| \| Médaille d'argent, Europe \| France \| \| Médaille d'argent, Europe \| Médaille de bronze, Europe \| | Statistique et récompenses - Meilleure joueuse : Karin Mortensen, Danemark - Meilleure marqueuse : Ágnes Farkas, Hongrie, 58 buts - Meilleure gardienne : Karin Mortensen, Danemark - Meilleure ailière gauche : Line Daugaard, Danemark - Meilleure arrière gauche : Ausra Fridrikas, Autriche - Meilleure demi-centre : Kristine Andersen, Danemark - Meilleure pivot : Lioudmila Bodnieva, Russie - Meilleure arrière droite : Lina Olsson Rosenberg, Norvège - Meilleure ailière droite : Stéphanie Cano, France |
| | Danemark |
| | Médaille d'or, Europe |
| Norvège | |
| Médaille d'argent, Europe | France |
| Médaille d'argent, Europe | Médaille de bronze, Europe |

## Meilleurs handballeurs de l'année 2002
En mai 2003, les résultats de l'élection des meilleurs handballeurs de l'année 2002 ont été dévoilés par l'IHF
| Rang | Joueuse                    | Nationalité    | Club(s)                       | Poste            | Votes         |
| ---- | -------------------------- | -------------- | ----------------------------- | ---------------- | ------------- |
| 1    | Chao Zhai                  | Chine          | Randers HK                    | Demi-centre      | 32,28 %       |
| 2    | Ágnes Farkas               | Hongrie        | Ferencváros TC Budapest       | Arrière gauche   | 28,73 %       |
| 3    | Ausra Fridrikas            | Autriche       | Bækkelagets SK et Slagelse DT | Arrière gauche   | 24,70 %       |
| 4    | Gro Hammerseng             | Norvège        | Gjøvik/Vardal HK              | Demi-centre      | 3,67 %        |
| 5    | Kristine Andersen          | Danemark       | Ikast Bording EH              | Demi-centre      | 2,71 %        |
| 6    | Maja Savić                 | RF Yougoslavie | Budućnost Podgorica           | Ailière gauche   | 7,91% (cumul) |
| 6    | Lioudmila Bodnieva         | Russie         | Volgograd Akva                | Pivot            | 7,91% (cumul) |
| 6    | Christine Lindemann        | Allemagne      | Randers HK                    | Gardienne de but | 7,91% (cumul) |
| 6    | Véronique Pecqueux-Rolland | France         | CDB Dijon et ES Besançon      | Pivot            | 7,91% (cumul) |
| 6    | Choi Im-jeong              | Corée du Sud   | Daegu MC ?                    | Arrière droite   | 7,91% (cumul) |

| Rang | Joueur              | Nationalité  | Club(s)                        | Poste          | Votes          |
| ---- | ------------------- | ------------ | ------------------------------ | -------------- | -------------- |
| 1    | Bertrand Gille      | France       | SO Chambéry et HSV Hambourg    | Pivot          | 46,58 %        |
| 2    | Lars Christiansen   | Danemark     | SG Flensburg-Handewitt         | Ailier gauche  | 41,03 %        |
| 3    | Daniel Stephan      | Allemagne    | TBV Lemgo                      | Arrière gauche | 5,62 %         |
| 4    | Paek Won-chul       | Corée du Sud | Daido Nagoya, Pfadi Winterthur | Arrière droit  | 2,82 %         |
| 5    | Denis Krivochlikov  | Russie       | Ademar León                    | Ailier droit   | 1,51 %         |
| 6    | Ólafur Stefánsson   | Islande      | SC Magdebourg                  | Arrière droit  | 2,44 % (cumul) |
| 6    | Jackson Richardson  | France       | PSA Pampelune                  | Arrière gauche | 2,44 % (cumul) |
| 6    | Christian Schwarzer | Allemagne    | TBV Lemgo                      | Pivot          | 2,44 % (cumul) |
| 6    | Magnus Wislander    | Suède        | THW Kiel                       | Demi-centre    | 2,44 % (cumul) |
| 6    | Sobhi Sioud         | Tunisie      | Montpellier Handball           | Arrière droit  | 2,44 % (cumul) |

## Bilan de la saison 2001-2002 en club

### Coupes d'Europe (clubs)
| Compétition         | Vainqueur                | Finaliste               | Score |
| ------------------- | ------------------------ | ----------------------- | ----- |
| Ligue des champions | Kometal Skopje           | Ferencváros TC Budapest | 51-49 |
| Coupe de l'EHF      | Ikast-Bording EH         | Győri ETO KC            | 61-53 |
| Coupe des coupes    | HC Lada Togliatti        | Oltchim Râmnicu Vâlcea  | 55–52 |
| Coupe Challenge     | Universitatea Remin Deva | Buxtehuder SV           | 64-48 |

| Compétition         | Vainqueur       | Finaliste              | Score |
| ------------------- | --------------- | ---------------------- | ----- |
| Ligue des champions | SC Magdebourg   | Veszprém KSE           | 53-46 |
| Coupe de l'EHF      | THW Kiel        | FC Barcelone           | 60-57 |
| Coupe des coupes    | BM Ciudad Real  | SG Flensburg-Handewitt | 58-54 |
| Coupe Challenge     | Skjern Håndbold | RK Pelister Bitola     | 54-44 |

### Championnats européens
Les champions 2002 des principaux championnats européens sont :
| Nation                                           | Hommes             | Hommes                    | Femmes             | Femmes                          |
| ------------------------------------------------ | ------------------ | ------------------------- | ------------------ | ------------------------------- |
| Drapeau de l'Allemagne                           | Allemagne          | THW Kiel                  | Allemagne          | HC Leipzig                      |
| Drapeau de l'Autriche                            | Autriche           | Bregenz Handball          | Autriche           | Hypo Niederösterreich           |
| Drapeau de l'Azerbaïdjan                         | Azerbaïdjan        | Dinamo Bakou              | Azerbaïdjan        | ABU Bakou                       |
| Drapeau de la Belgique                           | Belgique           | HC Eynatten               | Belgique           | DHC Meeuwen                     |
| Drapeau de la Biélorussie                        | Biélorussie        | SKA Minsk                 | Biélorussie        | BNTU Minsk                      |
| Drapeau de la Bosnie-Herzégovine                 | Bosnie-Herzégovine | HRK Izviđač Ljubuški      | Bosnie-Herzégovine | HŽRK Zrinjski Mostar            |
| Drapeau de la Bulgarie                           | Bulgarie           | HK Lokomotiv Varna        | Bulgarie           | ?                               |
| Drapeau de la Croatie                            | Croatie            | RK Zagreb                 | Croatie            | Podravka Vegeta Koprivnica      |
| Drapeau de Chypre                                | Chypre             | SPE Strovolos Nicosie     | Chypre             | Anorthosis Famagouste           |
| Drapeau du Danemark                              | Danemark           | KIF Kolding               | Danemark           | Viborg HK                       |
| Drapeau de l'Espagne                             | Espagne            | Portland San Antonio      | Espagne            | El Osito L'Eliana               |
| Drapeau de l'Estonie                             | Estonie            | Põlva Serviti             | Estonie            | ?                               |
| Drapeau de la Finlande                           | Finlande           | BK-46 Karis               | Finlande           | Sparta IF Helsinki              |
| Drapeau de la France                             | France             | Montpellier Handball      | France             | ASPTT Metz                      |
| Drapeau de la Géorgie                            | Géorgie            | Shevardeni STU Tbilissi   | Géorgie            | ?                               |
| Drapeau de la Grande-Bretagne                    | Grande-Bretagne    | Great Dane                | Grande-Bretagne    | ?                               |
| Drapeau de la Grèce                              | Grèce              | Panellínios Athènes       | Grèce              | GAS Anagennisi Artas            |
| Drapeau de la Hongrie                            | Hongrie            | Fotex Veszprém KC         | Hongrie            | Dunaferr NK                     |
| Drapeau de l'Islande                             | Islande            | KA Akureyri               | Islande            | Haukar Hafnarfjörður            |
| Drapeau de l'Italie                              | Italie             | Pallamano Trieste         | Italie             | De Gasperi Enna                 |
| Drapeau de la Lettonie                           | Lettonie           | HK ASK Riga               | Lettonie           | BTB Ludza                       |
| Drapeau de la Lituanie                           | Lituanie           | HC Granitas Kaunas        | Lituanie           | Eglė Vilnius                    |
| Drapeau du Luxembourg                            | Luxembourg         | Handball Esch             | Luxembourg         | HBC Bascharage                  |
| Drapeau de la Moldavie                           | Moldavie           | Sheriff PGU Tiraspol      | Moldavie           | ? Fortuna ?                     |
| Drapeau de la Macédoine                          | Macédoine          | Vardar Vatrostalna        | Macédoine          | RK Kometal Gjorče Petrov Skopje |
| Drapeau de la Norvège                            | Norvège            | Sandefjord TIF            | Norvège            | Larvik HK                       |
| Drapeau des Pays-Bas                             | Pays-Bas           | V&L Handbal Geleen        | Pays-Bas           | Hellas La Haye                  |
| Drapeau de la Pologne                            | Pologne            | Wisła Płock               | Pologne            | MKS Lublin                      |
| Drapeau du Portugal                              | Portugal           | FC Porto                  | Portugal           | Madeira Andebol SAD             |
| Drapeau de la Roumanie                           | Roumanie           | Fibrex Săvinești          | Roumanie           | CS Oltchim Râmnicu Vâlcea       |
| Drapeau de la Russie                             | Russie             | Medvedi Tchekhov          | Russie             | HC Lada Togliatti               |
| Drapeau de la Slovénie                           | Slovénie           | RD Prule 67 Ljubljana     | Slovénie           | RK Krim                         |
| Drapeau de la Slovaquie                          | Slovaquie          | HC MŠK Považská Bystrica  | Slovaquie          | HK Slovan Duslo Šaľa            |
| Drapeau de la Suède                              | Suède              | HK Drott                  | Suède              | Eslövs IK                       |
| Drapeau de la Suisse                             | Suisse             | Pfadi Winterthur          | Suisse             | LC Brühl Handball               |
| Drapeau de la Tchéquie                           | République tchèque | HC Baník Karviná          | République tchèque | DHC Slavia Prague               |
| Drapeau de la Turquie                            | Turquie            | ASKİ SK Ankara            | Turquie            | TMO Ankara                      |
| Drapeau de l'Ukraine                             | Ukraine            | Chakhtar Akademia Donetsk | Ukraine            | HC Motor Zaporijia              |
| Drapeau de la République fédérale de Yougoslavie | RF Yougoslavie     | Partizan Belgrade         | RF Yougoslavie     | ŽRK Budućnost Podgorica         |

#### Saison 2001-2002 en France
| Compétition                 | Vainqueur            | Second                 | Score   |
| --------------------------- | -------------------- | ---------------------- | ------- |
| Championnat de France masc. | Montpellier Handball | SO Chambéry            | –       |
| Coupe de France masc.       | Montpellier Handball | SO Chambéry            | 23 – 22 |
| Coupe de la Ligue masc.     | SO Chambéry          | Dunkerque HGL          | 25 – 19 |
| Championnat de France fém.  | ASPTT Metz           | ES Besançon            | –       |
| Coupe de France fém.        | ES Besançon          | Cercle Dijon Bourgogne | 25 – 22 |